# آناپولیس رویال
آناپولیس رویال (به انگلیسی: Annapolis Royal) یک شهرک در کانادا است که در آناپولیس کانتی واقع شده‌است.

## خصوصیات
آناپولیس رویال ۲٫۰۴ کیلومترمربع مساحت و ۴۸۱ نفر جمعیت دارد.

## خواهرخوانده
شهر آناپولیس خواهرخواندهٔ آناپولیس رویال هست.